# Carácuaro
Carácuaro – meksykańska miejscowość położona w regionie Tierra Caliente, w odległości 135 km od Morelii.
Powierzchnia aglomeracji wynosi 981 km². Miasto leży na wysokości 540 m nad poziomem morza. Średnia temperatura w Carácuaro waha się do 19,7 do 33 °C. Otoczone lasami tropikalnymi, miasto leży w strefie klimatu równikowego.
Historia Carácuaro sięga czasów prekolumbijskich lecz nie zachowały się na ten temat wiarygodne informacje. Postacią historyczną, która rozsławiła miasto był proboszcz lokalnej parafii José María Morelos. Najważniejszym zabytkiem architektonicznym jest kościół św. Augustyna.